# Derby Museum and Art Gallery
Derby Museum and Art Gallery (česky zhruba Derbské muzeum a umělecká galerie) je muzeum a galerie anglického města Derby. Bylo založeno v roce 1879 spolu s Derbskou ústřední knihovnou v nové budově z červených cihel navržené Richardem Knillem Freemanem a darované městu Michaelem Thomasem Bassem.
Sbírky muzea zahrnují velkou část obrazů Josepha Wrighta, rozsáhlé ukázky porcelánu firmy Royal Crown Derby i jiných porcelánek v regionu. Kromě toho muzeum vystavuje také sbírky z oboru archeologie, přírodopisu, geologie a vojenství.
Jeho umělecká galerie je otevřena od roku 1882.

## Historie
Počátky muzea lze vystopovat k založení Derby Town and County Museum and Natural History Society (tedy Společnosti pro muzeum a přírodopis města a hrabství Derby) dne 10. února 1836. Společnost tehdy sídlila ve veřejných lázních, ovšem jednalo se o soukromou společnost placenou z členských příspěvků. Její sbírky začaly vznikat z darů, zpočátku zejména od doktora Forrestera, který byl předsedou Derby Philosophical Society (v překladu Derbské učené společnosti). Záštitu nad společností převzal William Cavendish, šestý vévoda z Devonshire a jejím předsedou byl sir George Harpur Crewe, baronet v osmé generaci, který byl vášnivým přírodopiscem. Do sbírek přispěl také plukovník George Gawler, který dodal minerály a vycpané ptáky včetně albatrosa z doby, kdy vykonával úřad guvernéra Jižní Austrálie. Do muzejních sbírek přešlo také mnoho exponátů z výstavy ústavu mechaniky v roce 1839, kde byly vystaveny mimo jiné části sbírek filantropa Josepha Strutta. V roce 1840 se společnost přestěhovala do Athenea ve Victoria Street. V roce 1856 už byly sbírky společnosti poměrně rozsáhlé a tehdejší předseda William Mundy nabídl muzeum městu, které ovšem tento návrh zamítlo (dvanácti hlasy proti devíti).
V roce 1857 se stal sekretářem společnosti Llewellyn Jewitt a muzeum se otevřelo pro širokou veřejnost. Prohlídky byly ovšem pouze v sobotní rána. V roce 1858 se muzeum opět stěhovalo, dělo se tak v rámci sloučení s Derby Town and County Museum and the Natural History Society (Muzeální a přírodopisná společnost města a hrabství Derby). Mimo jiné bylo přesunuto 4000 svazků literatury, vědecké přístroje a sbírka zkamenělin. V roce 1863 ustanovila společnost prvního kurátora a knihovníka, botanika Alexandera Croalla. Rok poté byla oficiálně knihovna s muzeem sloučeny v jednu instituci. Croall své místo opustil v roce 1875, aby se stal kurátorem v Stirlingském Smithově muzeu a umělecké galerii.
V roce 1870 bylo vlastnictví Derby Town and County Museum převedeno na Derby corporation, ale byl problém s nalezením místa pro vystavení sbírek. Poté, co všechny exponáty strávily tři roky ve skladech, se muzeum konečně otevřelo pro veřejnost 28. června 1879. O tři roky později, v roce 1882, byla otevřena umělecká galerie a následujícího roku 1883 byla do muzea přivedena elektřina, aby mohla napájet osvětlení.
V roce 1936 dostalo muzeum velký dar v podobě sbírky obrazů Alfreda E. Goodeyho, který se shromažďováním uměleckých děl zabýval padesát let. Po jeho smrti v roce 1945 navíc připadlo muzeu z dědictví třináct tisíc liber určených k rozšíření budovy muzea. Rozšíření o novou budovu, kde dnes sídlí především muzejní část, bylo dokončeno v roce 1964. Jak stará, tak nová budova byly rekonstruovány v letech 2010–2011.

## Exponáty muzea(výběr)
- Loď z doby bronzové Hansonský monoxyl
- Kostra Allentonského hrocha
- Obraz A Prospect of Derby
- Obrazy malíře Josepha Wrighta (1734–1797):
  - Virgil's Tomb
  - Romeo and Juliet: The Tomb Scene
  - A Philosopher giving a Lecture on the Orrery in which a lamp is put in place of the Sun
  - The Blacksmith's Shop
  - Skica The Captive King
- Sbírky pinxtonského porcelánu